# Sólyom-kúti-sziklaüreg
A Sólyom-kúti-sziklaüreg a Bükki Nemzeti Park területén található egyik olyan barlang, amelyből régészeti leletek kerültek elő. Magyarország megkülönböztetetten védett barlangjai között van. Turista útikalauzokban is szerepel.

## Leírás
A Bükk-fennsík Kis-fennsík nevű részén nyílik. A Sólyom-kút nevű forrástól nem messze található. A Sólyom-kő csúcsa alatt, a Sólyom-kőnek a Garadna-völgyre néző szélén van a hét méter széles és négy méter magas főbejárata. A bejárati teremből nyílik még egy víznyelőszerű járat és egy felszakadt mennyezet is a felszínre. Összesen három nyílással érintkezik a külvilággal. Triász mészkőben alakult ki. Szabadon látogatható és még felszerelés sem kell a megtekintéséhez. A főbejárata előtt pihenőpadok találhatók.
Hazánk négy lakóbarlangja közül az egyik volt. 2003-ban szüntették meg ezt a funkcióját, mert engedély nélkül lett kialakítva. Egy fából készült priccs volt elhelyezve benne fekvőhelyként. A másik három, jelenleg is szállást nyújtó lakóbarlang a Cserepes-kői-sziklaodú, a Három-kúti Remete-barlang és az Odvas-kői-sziklaüreg szintén a Bükk-vidék területén található. A főbejárata előtt tűzrakóhelyet hoztak létre.
A környék lakóinak régi elmondása szerint Vidróczki Márton rejtekhelye volt és „a barlang tetején valamikor fényes szögekkel volt kiverve a betyár neve”. Vidróczki Márton nevét őrzi a barlang egyik névváltozata. A Vidróczki-barlang a másik barlang, amely a betyár egyik búvóhelye lehetett. A régészeti lelőhely-azonosító száma 16774.
Előfordul a barlang az irodalmában Sólyom-kuti-sziklaüreg (Bertalan, Schőnviszky 1973–1974), Sólyomkuti-sziklaüreg (Bertalan 1976), Sólyomkuti sziklaüreg (Barbie 1942), Sólyomkúti-barlang (Várszegi 1974), Sólyomkúti barlang (Kadić 1907), Sólyomkúti-sziklaüreg (Kadić 1930), Sólyomkúti sziklaüreg (Schőnviszky 1937), Vidrócki-barlang (Ringer, Regős 2008), Vidróczki-barlang (Ringer 2002), Vidróczky-barlang (Schőnviszky 1937) és Vidróczky barlang (Kadić 1930) neveken is. 1977-ben volt először Sólyom-kúti-sziklaüregnek nevezve a barlang az irodalmában.

## Kutatástörténet
A Földtani Közlöny 1907. évi évfolyamában publikált, Kadić Ottokár által írt tanulmányban szó van arról, hogy Kadić Ottokár bejárta a Szinva völgyének rendszeréhez tartozó mészkőterületet és itt, a Garadna bal partján meglátogatta a Sólyomkúti barlangot. Kadić Ottokár 1942-ben végzett ásatást az üregben. Kitöltésének nyugati felét a szálkőzetig átvizsgálta.
A barlangból barlangi medve csontokon kívül két gondosan megmunkált, Moustier-kultúrába tartozó kőeszköz került elő. Egy gondosan kidolgozott kézihegy és egy jól megmunkált pengekaparó, amelyeknek a további sorsa ismeretlen. Sehol nincsenek leltárban. A holocén humusztakaróban újkőkorszaki cserépedény-töredékeket talált. Kadić Ottokár 1943-ban megint kutatott a sziklaüreg még nem átvizsgált északi részében. A kutatásról három napilap közölt ismertetést, valamint a Kadić Ottokár által 1952-ben írt kéziratban szó van róla.
Egy szépen megmunkált hegy és két őskőkorszaki kőeszköz, valamint barlangi medve csontok bukkantak elő a kitöltésből. Ebből a részből gyűjtött egy újkőkorszaki kis bögrét és sok cserépedény-töredéket. Az újkőkorszaki leletek a bükki kultúra emlékei, melyeket a Herman Ottó Múzeumban őriznek. A két ásatás során előkerült négy darab Moustier-kultúrába tartozó eszközből kettőnek az anyaga csak a lengyelországi Szent Kereszt-hegységben, Święciechów környékén található szürkésbarna színű, fehéren pettyezett, nagyon jellegzetes, átkovásodott vulkáni kőzetből származhat.
A négy leletből kettőt biztosan az 1942. évi ásatás során, kettőt pedig valószínűleg az 1943. évi ásatás során talált Kadić Ottokár (Mester 2001). Az sem állapítható meg, hogy az eszközök közül melyik kettő a biztosan 1942-ben előkerült és melyik kettő az, amelyik lehet hogy 1943-ban került elő (Mester 2001).
Saád Andor és Nemeskéri János 1947-ben végeztek feltárást a sziklaüregben (Korek, Patay 1958). Vértes László ezzel az ásatással kapcsolatban, Saád Andor szóbeli közlésére hivatkozva, azt írta, hogy mamutmaradványok kerültek elő belőle (Vértes 1965). Vértes László 1951-ben, Saád Andorral járt a sziklaüregben. Gábori Miklós 1951-ben 
végzett próbaásatást a barlang legalsó vörös rétegében (Korek, Patay 1958, Vértes 1959). Ez azonban tévedésnek bizonyult, mert Gábori Miklós az 1990-es évek elején azt mondta, hogy soha nem ásott a sziklaüregben.

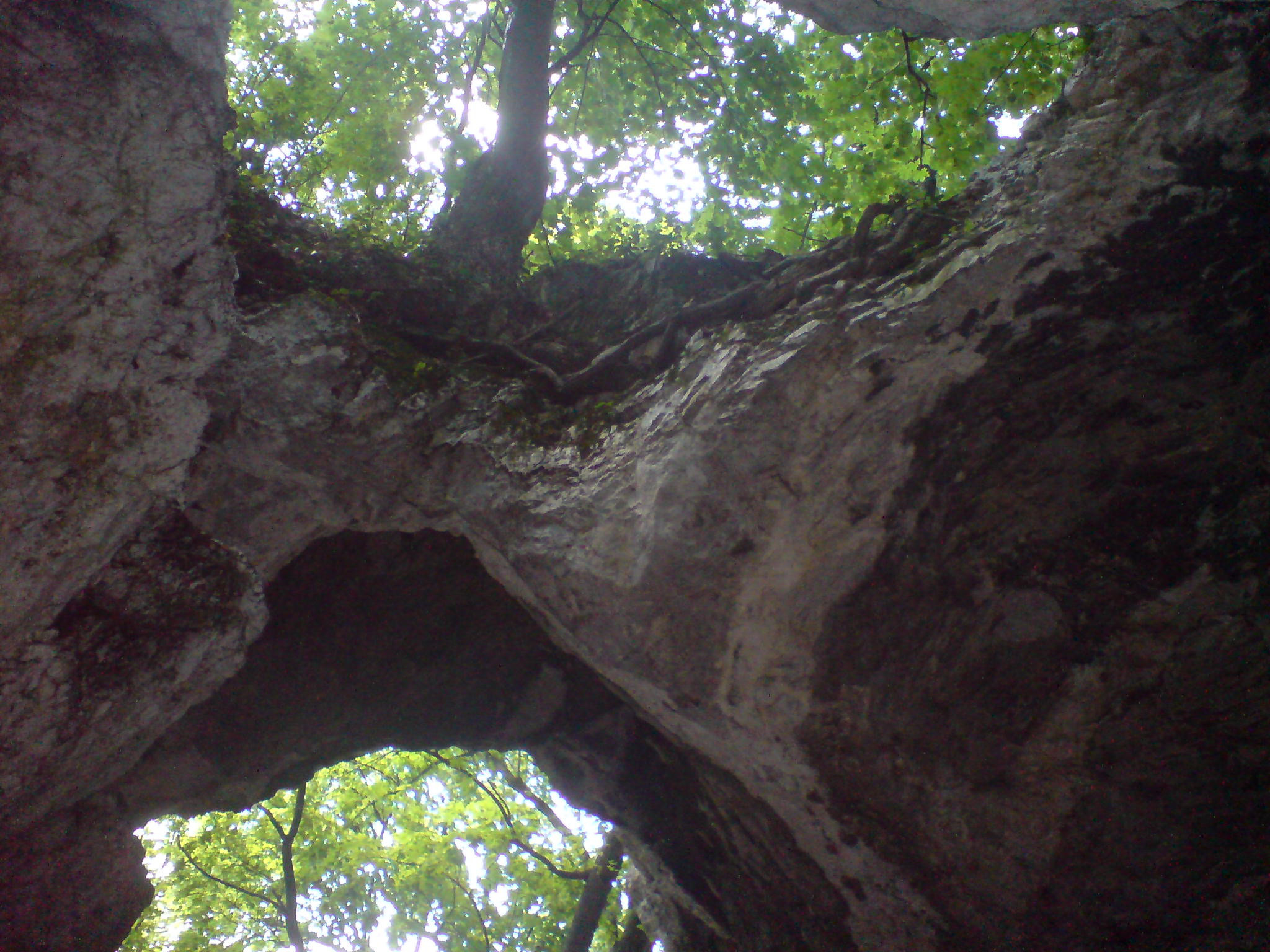
A Sólyom-kúti-sziklaüreg egyik része

Vértes László 1955-ben mintákat vett az üreg kitöltéséből. Az 1976-ban befejezett, Magyarország barlangleltára című kéziratban az olvasható, hogy a Bükk hegységben, a miskolci Ómassán lévő Sólyomkuti-sziklaüreg másik neve Vidróczky-barlang. A Magos-kő sziklagerince alatt, 560 m tszf. magasságban, sziklák között van boltozatos bejárata. A 15 m hosszú, omladozó sziklaüregben található két kürtő. Idegenforgalmi és turisztikai hasznosítása van. Ősemberi eszközök és jégkori csontmaradványok kerültek elő belőle. A kézirat barlangra vonatkozó része 2 irodalmi mű alapján lett írva.
Az 1976-ban megjelent, Bertalan Károly és Schőnviszky László által összeállított Magyar barlangtani bibliográfia barlangnévmutatójában szerepel a Bükk hegységben lévő, ómassai barlang Sólyom-kuti-sziklaüreg néven Vidróczky-barlang névváltozattal. A barlangnévmutatóban fel van sorolva 8 irodalmi mű, amelyek foglalkoznak a barlanggal. Az 1979-ben napvilágot látott, Barlangok a Bükkben című könyvben szó van arról, hogy a Vidróczky-barlang a Sólyom-kút nevű forrástól D-re, a völgyperemen helyezkedik el. Bejárati terméből két kürtő vezet a külszínre, ahonnan a Garadna-völgy pompás panorámája tárul elénk. Környékén (alatta) több kisebb-nagyobb barlang található. A könyvhöz mellékelt, a Bükk hegység barlangokban leggazdagabb területét bemutató térképen látható a 13-as számmal jelölt barlang földrajzi elhelyezkedése.
Kárpát József 1982-ben megrajzolta a barlang alaprajz térképét és 2 keresztszelvény térképét. Az 1984-ben kiadott, Magyarország barlangjai című könyv országos barlanglistájában szerepel a Bükk hegységben lévő barlang Sólyom-kúti-sziklaüreg néven Vidróczky-barlang névváltozattal. A listához kapcsolódóan látható az Aggteleki-karszt és a Bükk hegység barlangjainak földrajzi elhelyezkedését bemutató 1:500 000-es méretarányú térképen a barlang földrajzi elhelyezkedése. 2001-ben megjelent tanulmányában Mester Zsolt felveti azt a lehetőséget, hogy a Moustier-kultúrába tartozónak vélt leletek a bábonyi kultúra, vagy az aurignaci kultúra eszközei. Sásdi László 2003-ban elkészítette az 1982-ben szerkesztett alaprajz térkép geológiai megfigyelésekkel kiegészített térképét.
A Bükki Nemzeti Park Igazgatóság működési területén, a Bükk hegységben elhelyezkedő és 5362/46 kataszteri számú Sólyom-kúti-sziklaüreg, 2006. február 28-tól, a környezetvédelmi és vízügyi miniszter 8/2006. KvVM utasítása szerint, megkülönböztetett védelmet igénylő barlang. A Bükki Nemzeti Park Igazgatóság működési területén lévő és 5362-46 kataszteri számú Sólyom-kúti-sziklaüreg, 2012. február 25-től, a vidékfejlesztési miniszter 4/2012. (II. 24.) VM utasítása szerint, megkülönböztetetten védett barlang. 2013. augusztus 12-től a belügyminiszter 43/2013. (VIII. 9.) BM rendelete szerint a Borsod-Abaúj-Zemplén megyei, miskolci, 5362-46 barlangkataszteri számú és 16774 lelőhely-azonosítójú Sólyom-kúti-sziklaüreg régészeti szempontból jelentős barlangnak minősül.

## További irodalom
- Bánkuti Gábor: A bükki ősember nyomában. Friss Ujság, 1943. december 19.
- Bartók Pál: A Bathynella Chappuisi fejlődés-morphológiája. Acta scientiarum mathematicarum et naturalium. Magyar Királyi Ferenc József Tudományegyetem, Kolozsvár, 1944. 21. szám
- Czenthe Huba: A Bükk-hegység barlangjai. Kézirat (szakdolgozat). Eger, 1965. 99. o. (A kézirat megtalálható a KvVM Barlang- és Földtani Osztályon.) (A Barlangtani Osztály megjegyzése: a 136. és 137. sz. barlang leírás helytelen.)
- Erdey Gyula – Hubay József – Vigyázó János: Bükk. Budapest, 1932. Turistaság és Alpinizmus RT. 111. o.
- Erdey Gyula: Bükk portyavezető. Budapest, Sport, 1954.
- Erdey Gyula: Bükk útikalauz. Budapest, Sport, 1956. (38. számú kirándulás.)
- Frisnyák Sándor: A Bükkfennsík kialakulása és mai felszíne. Borsodi Földrajzi Évkönyv, 1958. (1. köt.) 14–19. o.
- Kolacskovszky Lajos: Adatok a Bükkhegység és környéke tereptani, történelmi, régészeti, nép és természetrajzi megismeréséhez. Kézirat.
- Kozma Géza: A sólyomkúti barlang, Ifjúság és Élet, 1943/1944. (19. évf.) április 1., Budapest, 1944, 175. o. (Térképvázlattal.)
- Lénárt László: Hidrogeológiai kirándulások a Bükkben. Tankönyvkiadó, Budapest, 1977. 254. o.
- Vértes László: Untersuchungen an Höhlensedimenten. Methode und Ergebnisse. Magyar Nemzeti Múzeum – Történeti Múzeum, Budapest, 1959. (Régészeti Füzetek Ser. II, 7.) 73–74. o.